# Кодекс академічної честі
Кодекс академічної честі (англ. academic honor codes) є актом етичного регулювання академічної діяльності — зводом морально-етичних правил професійної поведінки та норм навчальної та наукової діяльності представників окремої соціальної групи — членів академічної спільноти, що регламентує стандарти соціальної поведінки учасників академічної діяльності, приписуючи обов'язковість їх виконання усіма представниками зазначеної соціальної групи.
Кодекс академічної честі (доброчесності) зазвичай оформлюється як документ, що схвалюється як найбільш широким представництвом відповідної соціальної групи академічної спільноти (як правило на рівні академічних установ та/або академічних громадських організацій). У зв'язку з цим зазначені акти етичного регулювання мають універсальні норми та локальну складову, що, як правило, залежить від конкретного соціокультурного контексту та обставин, що постійно змінюються.
Як правило, вони є сукупністю нормативних вимог, які ґрунтуються на попередньому досвіді, ціннісних орієнтаціях, ідеалах, світогляді членів відповідної соціальної групи академічної спільноти та не мають жорсткої юридичної фіксації.
Акти етичного регулювання академічної діяльності належать до групи м'яких документів (те, що в англійській мові прийнято називати soft law).

## Моделі етичного регулювання академічної діяльності
Можна виділити три моделі етичного регулювання навчальної та наукової діяльності академічних установ (зокрема — вищих навчальних закладів та наукових установ). Дві з них більш-менш точно відповідають двом основним підходам до забезпечення професійно-етичної регуляції в цілому, що орієнтовані на:
1. «згоду» (англ. compliance);
2. «чесність» (англ. integrity);
3. «об'єднання» першої та другої моделей між собою.

Перша модель передбачає глибоку інтегрованість етичного регулювання в комплекс механізмів управління університетом і підтримки внутрішньо університетської дисципліни та передбачає:
1. розгорнуту кодифікацію, що фіксує обов'язки членів академічної спільноти на основі опису належних і неналежним дій;
2. пріоритетну увагу до санкцій і їх диференціацію;
3. створення та фіксацію повноважень етичних органів (зокрема — передачу їм частини адміністративно-дисциплінарних функцій);
4. регламентацію процедур прийняття рішень етичного регулювання навчальної та наукової діяльності.

Нормативна документація за цією моделлю включає значний масив актів із спеціальними додатками з конкретних питань етичного регулювання і розгорнутими кейсами з минулого досвіду роботи етичних органів (зазвичай — відповідних комісій і уповноважених).
Друга модель спирається переважно на декларації принципів і цінностей. Обов'язки членів конкретної соціальної групи академічної спільноти (зокрема — науковців, викладачів і осіб, що навчаються) сформульовані у вигляді цілей індивідуальних дій або навіть бажаних індивідуальних властивостей, які повинні виявлятися в тих чи інших практичних контекстах.
Призначення і застосування санкцій — в сфері повноважень адміністрації академічної установи. Нормативна документація є лаконічною. У діяльності етичних комісій та уповноважених з етики робиться наголос на проведення консультаційної та навчально-виховної роботи.
Третя модель має змішаний характер, передбачає поєднання ціннісних декларацій і набору конкретизованих норм. Як правило, регламентація, що здійснюється на основі останніх, не є дуже детальною. Пріоритетним визнається індивідуальна спроможність членів спільноти виносити оцінки та приймати рішення. Система регулювання у цій моделі не зосереджується на контролі і санкціях, однак припускає можливість їх використання в разі прийняття відповідних рішень етичними комісіями або уповноваженими.
Документи етичного регулювання академічної діяльності в зарубіжних університетах відрізняються не тільки за своєю належності до певної моделі. Серед інших істотних відмінностей можна вказати наступні:
- поєднання норм, що стосуються діяльності членів відповідної соціальної групи академічної спільноти, в єдиному документі або їх локалізацію по спеціалізованим кодексам (правилами поведінки);
- об'єднання декларацій академічних прав та свобод з фіксацією обов'язків або їх закріплення в окремих актах;
- включення принципів і норм дослідницької етики в єдиний академічний кодекс або оформлення їх в якості спеціалізованого кодексу (керівних принципів, правил поведінки).

## Динамічність актів етичного регулювання академічної діяльності
Важливою рисою етичних документів, що регулюють життя зарубіжних університетів, є їх дінамичний розвиток. Вони покликані вирішувати ті конкретні проблеми, які стоять перед університетом «тут й зараз». Зазначене вимагає постійної зміни версій (редакцій) кодексів і правил поведінки, а також введення в них спеціальних розділів, присвячених тим проблемам студентського та викладацького життя, які найбільш гостро сприймаються громадською думкою. Зокрема, етичні кодекси багатьох американських університетів містять розділи або спеціальні додатки, що стосуються сексуальних домагань, вогнепальної зброї, університетської «дідівщини», пов'язаної з функціонуванням студентських клубів і земляцтв тощо.

## Кодекси академічної честі університетів України: статистика
За даними дослідження 172 державних і комунальних ВНЗ України III—IV рівня акредитації:
- кодекси честі студента або його аналоги знайдено на сайтах 27 ВНЗ (що становить 15,5 % генеральної сукупності), з них:

13 — окремі кодекси честі для студентів;
6 — були складовою загального кодексу честі (норми якого поширюються на всіх представників академічної спільноти);
4 — аналоги кодексу честі студента з іншою назвою;
4 — складові загального аналога кодексу честі;
145 — публічні згадки відсутні.
- етичні кодекси викладача або його аналоги було знайдено на сайтах 19 ВНЗ(11 % від загальної кількості досліджених сайтів ВНЗ) — з 172 ВНЗ, у тому числі: лише 5 мають окремий документ з назвою «етичний кодекс викладача» або «кодекс честі викладача»;

6 — є складовою загального етичного кодексу (норми якого поширюються на всіх представників академічної спільноти);
в 4 — подібний документ фігурує під іншою назвою
в 4 — є аналогом етичного кодексу викладача з іншою назвою;
153 — публічні згадки відсутні.
- етичні акти для різних категорій учасників академічної діяльності, спільні для викладачів та студентів, були у 6 ВНЗ (загальні кодекси честі) та ще у 4 ВНЗ — аналоги, що мають іншу назву, але відповідають за змістом.
- акти из документованих процедур протидії плагіату були опубліковані на сайті окремим документом у 26 ВНЗ; опубліковані на сайті як частина іншого документа у 9 ВНЗ; згадувалися в розділі наукових видань у вимогах до публікацій у 18 ВНЗ; були лише за даними бази користувачів антиплагіатних програм — 11 ВНЗ; побіжно згадувалися — 39 ВНЗ; публічні згадки були відсутні — у 103 ВНЗ[1]

## Кодекси академічної честі українських університетів: приклади
1. Загальний кодекс честі (норми якого поширюються на всіх представників академічної спільноти) мають вищі навчальні заклади:
1.1. Як повноцінний документ:
- Івано-Франківський національний технічний університет нафти і газу[2]
- Національний технічний університет України «Київський політехнічний інститут»[3]
- Прикарпатський національний університет імені Василя Стефаника[4]
- Ізмаїльський державний гуманітарний університет[5]
- Таврійський державний агротехнологічний університет[6]
- Тернопільський національний економічний університет[7]

1.2. Як простий короткий перелік етичних норм:
- Харківський національний технічний університет сільського господарства імені Петра Василенка[8]

1.3. Як аналог загального кодексу честі з іншою назвою (норми якого поширюються на всіх представників академічної спільноти) мають вищі навчальні заклади:
1.3.1. Як повноцінний документ:
- Харківський національний економічний університет імені Семена Кузнеця[9]

1.3.2. Як Простий короткий перелік:
- Київський університет імені Бориса Грінченка[10];[11]

1.3.3. Як Розділ в іншому документі
- Чернігівський національний технологічний університет

2. Кодекс честі студента мають вищі навчальні заклади:
2.1. Як повноцінний документ:
- Запорізька державна інженерна академія[12][13]
- Київський національний економічний університет імені Вадима Гетьмана
- Криворізький національний університет[14]
- Національний авіаційний університет[15]
- Національний університет «Одеська юридична академія»[16]
- Чернівецький торговельно-економічний інститут Київського національного торговельно-економічного університету

2.2. У вигляді брошури (2-3 текстові частини):
- Дніпропетровський національний університет імені Олеся Гончара[17]
- Миколаївський національний аграрний університет
- Харківський державний університет харчування та торгівлі[18]
- Херсонський державний університет
- Херсонський національний технічний університет

2.3. Як простий короткий перелік:
- Донбаська державна машинобудівна академія[19]
- Уманський державний педагогічний університет імені Павла Тичини[20]
- Житомирський державний технологічний університет;
- Харківський державний університет харчування та торгівлі
- Луцький біотехнічний інститут [Архівовано 1 Вересня 2017 у Wayback Machine.]
- Одеська державна академія технічного регулювання та якості
- Київський університет імені Бориса Грінченка[21]

2.4. Аналог кодексу честі студента з іншою назвою мають вищі навчальні заклади:
2.4.1. Як повноцінний документ:
- Національний університет «Києво-Могилянська академія»
- Одеська національна академія зв'язку імені О. С. Попова[22]

2.4.2. У вигляді брошури (2-3 текстові частини):
- Київський національний торговельно-економічний університет
- Тернопільський національний педагогічний університет імені Володимира Гнатюка

3. Кодекс честі викладача мають вищі навчальні заклади:
3.1. Як повноцінний документ:
- Криворізький національний університет[23]
- Національний авіаційний університет[24]
- Національний університет біоресурсів і природокористування України
- Криворізький національний університет (31.12.2013)

3.2. У вигляді брошури (2-3 текстові частини):
- Миколаївський національний аграрний університет
- Харківський державний університет харчування та торгівлі
- Запорізька державна інженерна академія[25]
- Уманський державний педагогічний університет імені Павла Тичини[26]

3.3. Як простий короткий перелік:
- Київський університет імені Бориса Грінченка[27]

3.4. Аналог кодексу честі з іншою назвою мають вищі навчальні заклади:
3.4.1. Як повноцінний документ:
- Дніпропетровський національний університет імені Олеся Гончара
- Херсонський державний університет
- Інститут вищої освіти ДВНЗ «Київський національний економічний університет ім. В. Гетьмана» (01 січня 2016 року) [Архівовано 6 Липня 2017 у Wayback Machine.]

3.4.2. У вигляді брошури (2-3 текстові частини):
- Донбаська державна машинобудівна академія[28]

3.4.3. Як розділ в іншому документі
- Національний університет «Києво-Могилянська академія»

## Міжнародні акти щодо етики академічної діяльності
Етичні принципи та рекомендації щодо етичної поведінки академічної діяльності зафіксовано в міжнародних документах, зокрема:
- The UNESCO Recommendation concerning the Status of Higher-Education Teaching Personnel (UNESCO 1997)[недоступне посилання з липня 2019]
- Education International Declaration on Professional Ethics (Education International 2004) [Архівовано 27 Лютого 2017 у Wayback Machine.]
- The Bucharest Declaration on Ethical Values and Principles of Higher Education in the Europe Region (International Conference on Ethical and Moral Dimensions for Higher Education and Science in Europe, convened by UNESCO's European Centre for Higher Education: UNESCO-CEPES 2004)
- The European Charter for Researchers and The Code of Conduct for the Recruitment of Researchers (The European Commission 2005) [Архівовано 25 Листопада 2016 у Wayback Machine.]
- The International Association of Universities-Magna Charta Observatory (IAU-MCO) Guidelines for an Institutional Code of Ethics in Higher Education (IAU-MCO 2012)
- Pan-European Platform on Ethics, Transparency and Integrity in Education (ETINED). Ethical behaviour of all actors in education. 7 th Prague Forum, Charles University, Prague, Czech Republic 1-2 October 2015 [Архівовано 21 Січня 2022 у Wayback Machine.]